# Pedro Azlor
Pedro Azlor fue un médico e inventor español del siglo XV.

## Primera patente
Azlor era médico de Isabel I de Castilla, Isabel la Católica, y fue el primero en España (entonces el Corona de Castilla) en recibir un título de protección a un invento (o privelegio, como se denominaba entonces), hoy más conocido como patente en 1478.
El título protegía un nuevo método para moler el grano y le otorgaba explotación exclusiva durante 20 años y fijaba a la vez una cantidad de 50 000 maravedís para aquellos que hicieran uso de la invención.
No consta si el invento de Pedro Azlor fue importado desde fuera de Castilla o inédito, pero es evidente su temor a ser copiado, algo normal entonces y que dio lugar a las patentes para proteger a los inventores, como consta en el texto original del título:

... redundará en qran provecho y utilidad de la cosa pública de mis reinos y señoríos, y que él (el inventor) se teme y recela que él, después de haber inventado y mostrado las dichas moliendas, que algunas personas, viendo su industria y orden que él en ello tiene, quieran hacer luego en ello otro tanto de la forma que él lo había hecho, siendo el primero que en estos mis reinos lo haya traído y creado.

Este título fue otorgado pocos años después de que, por primera vez, se otorgaran este tipo de derechos en el mundo, en este caso en la Italia durante el Renacimiento para evitar que inventos de utilidad no vieran la luz por el recelo de sus inventores, tal y como ocurrió con Leonardo Da Vinci.